# Monster (manga)
Monster är en mangaserie skriven och illustrerad av Naoki Urasawa. Serien publicerades först 1994 och avslutades 2001, i sammanlagt 18 volymer. 
Mangan animerades i 74 avsnitt och sändes i Japan mellan 2004 och 2005.

## Handling
Huvudpersonen är en kirurg vid namn Kenzo Tenma, som bor och arbetar i Tyskland. Han är en framstående kirurg på sjukhuset han jobbar på, men misstycker hur andra doktorer prioriterar vissa patienter över andra. När en ung pojke kommer in med en skottskada, väljer Tenma att operera pojken istället för borgmästaren, som också behöver vård. Borgmästaren avlider, och Tenmas sociala ställning sjunker. Pojken, Johan, tillfrisknar. Flera doktorer på sjukhuset som försvårat för Tenma dör mystiskt. Johan och hans syster Anna försvinner från sjukhuset, och Tenma misstänks för mord, men bevis saknas. 
Många år senare möter Tenma Johan igen. Johan, som nu är vuxen, har blivit en seriemördare. Han beskrivs av vissa karaktärer som djävulen, eller nästa Adolf Hitler. Tenma, som återigen är misstänkt för mord, flyr polisen samtidigt som han försöker stoppa Johan. 